# STS-56
STS-56 (englisch Space Transportation System 56) ist eine Missionsbezeichnung für das US-amerikanische Space Shuttle Discovery (OV-103) der NASA. Der Start erfolgte am 8. April 1993. Es war die 54. Space-Shuttle-Mission und der 16. Flug der Raumfähre Discovery.

## Mannschaft
- Kenneth Cameron (2. Raumflug), Kommandant
- Stephen Oswald (2. Raumflug), Pilot
- Michael Foale (2. Raumflug), Missionsspezialist
- Kenneth Cockrell (1. Raumflug), Missionsspezialist
- Ellen Ochoa (1. Raumflug), Missionsspezialistin

## Missionsüberblick
Hauptlast dieser Mission war das Atmospheric Laboratory for Applications and Science-2 (ATLAS-2). Mit diesem Modul wurden die Beziehungen zwischen der Sonnenenergie und der mittleren Atmosphäre der Erde, insbesondere die Auswirkungen auf die Ozon-Schicht, untersucht. ATLAS-2 bestand aus insgesamt 7 unterschiedlichen Instrumenten:
- Atmospheric Trace Molecule Spectroscopy (ATMOS)
- Millimeter Wave Atmospheric Sounder (MAS)
- Shuttle Solar Backscatter Ultraviolet/A (SSBUV/A) Spektrometer
- Solar Spectrum Measurement (SOLSPEC)
- Solar Ultraviolet Irradiance Monitor (SUSIM)
- Active Cavity Radiometer (ACR)
- Solar Constant (SOLCON)

ATLAS-2 gehört zum „Mission to Planet Earth“-Programm der NASA. Die Instrumente wurden als ATLAS-1 während der Mission STS-45 im Jahr 1992 zum ersten Mal eingesetzt.
Am 11. April setzten die Astronauten mit Hilfe des Roboterarms des Shuttles das Shuttle Point Autonomous Research Tool for Astronomy-201 (SPARTAN-201) aus. Mit dieser Instrumentenplattform wurden die Geschwindigkeiten und Beschleunigungen der Sonnenwinde gemessen sowie die Korona der Sonne untersucht. Die Plattform wurde 2 Tage später wieder eingefangen.
Mit Hilfe des Shuttle Amateur Radio Experiment II (SAREX II) wurden diverse Kontakte mit der russischen Raumstation Mir und einigen Schulen auf der Erde geknüpft.
Weitere Experimente:
- Solar Ultraviolet Experiment (SUVE)
- Commercial Materials Dispersion Apparatus Instrumentation Technology Associates Experiment (CMIX)
- Physiological and Anatomical Rodent Experiment (PARE)
- Space Tissue Loss (STL-1)
- Cosmic Ray Effects and Activation Monitor (CREAM)
- Hand-held, Earth-oriented, Real-time, Cooperative, User-friendly, Location-targeting and Environmental System (HERCULES)
- Radiation Monitoring Equipment III (RME III)
- Air Force Maui Optical Site (AMOS)

Aufgrund verschiedener technischer Probleme (Datenübertragung, Software, Kühlsystem) konnte das wissenschaftliche Programm nicht voll erfüllt werden. Die Discovery führte während der Mission mehr als 100 Bahnmanöver aus, die meisten, um die Messgeräte auf die Untersuchungsobjekte auszurichten. Die Landung erfolgte auf dem Gelände des Kennedy Space Centers (KSC) in Florida.